# Cecilia Ansaldo
Cecilia Ansaldo (Guayaquil, 1949) è una saggista e critica letteraria ecuadoriana.

## Biografia
Cecilia Ansaldo è nata a Guayaquil nel 1949. Ha completato gli studi secondari presso la scuola Dolores Baquerizo e l'istruzione superiore presso l'Universidad Católica de Santiago de Guayaquil, dove ha ottenuto una licenza in scienze dell'educazione.
Durante la sua carriera di insegnante ha lavorato presso la scuola di Santo Domingo de Guzmán, la scuola tedesca di Guayaquil, l'Universidad Católica de Santiago de Guayaquil e la scuola Mónica Herrera, tra le altre. È stata anche preside della facoltà di Filosofia e lettere e rettore della scuola tedesca della Universidad Católica.
Attualmente è professore all'Università Católica e Universidad Casa Grande. Nel 2015 è diventata membro dell'Academia Ecuatoriana de la Lengua, un'organizzazione corrispondente della Royal Spanish Academy. È editorialista del quotidiano El Universo, membro del gruppo Mujeres del Ático, e membro fondatore del centro culturale Open Book Station. Ha presieduto il comitato Guayaquil International Book Fair dal 2015.

## Premi e riconoscimenti
- Medaglia al merito del sindaco di Guayaquil, 2008[3]
- Medaglia al merito della Philanthropic Society of Guayas, 2012[6]
- Tributo alla carriera presso l'Universidad Católica de Santiago de Guayaquil, 2018[2]

## Pubblicazioni

### Saggi
- "El cuento ecuatoriano de los últimos 30 años" in La letteratura ecuatoriana en los últimos 30 años 1950-1980 (1983), El Conejo: Quito
- "Dos décadas de cuento ecuatoriano 1970–1990" in La letteratura ecuatoriana de las dos últimas décadas 1970–1990 (1993), Università di Cuenca
- "Una mirada 'otra' a ciertos personajes femeninos de la narrativa ecuatoriana" in Memorias del V encuentro de literatura ecuatoriana (1995), Università di Cuenca

### Antologie
- Cuento contigo: antología del cuento ecuatoriano (1993), Universidad Católica de Santiago de Guayaquil, Universidad Andina Simón Bolívar
- Las mujeres del ático tienen la palabra (1994)
- Cuentos de Guayaquil: antología (2011), Municipality of Guayaquil, ISBN 9789942036650
- Antología del cuento ecuatoriano (2012), con Elisa Ayala González, comune di Guayaquil, ISBN 9789942036650